# 努訥河
51°4′37.1″N 8°48′51.5″E / 51.076972°N 8.814306°E

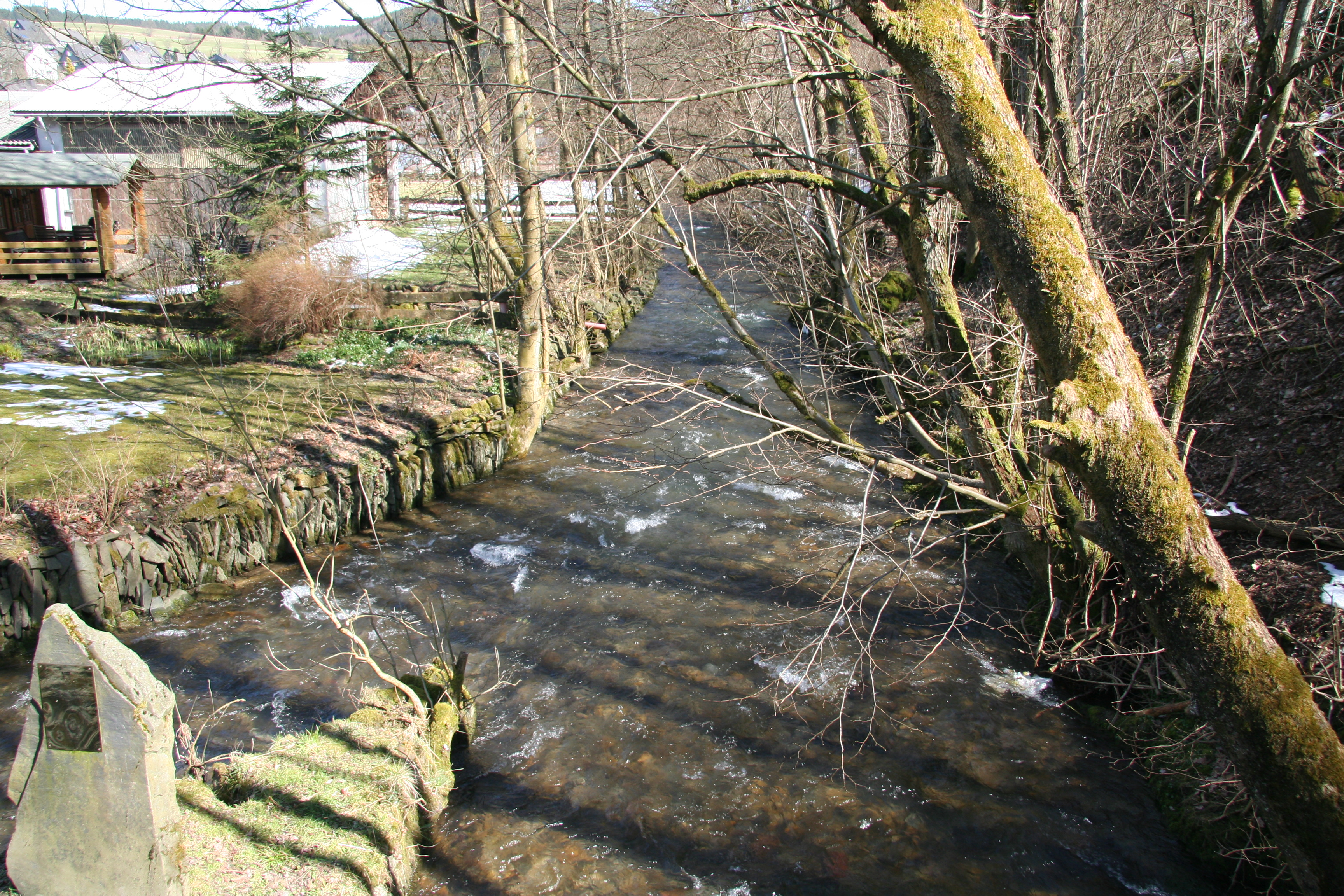

努訥河（德語：Nuhne），是德國的河流，位於該國西部，流經北萊茵-威斯特法倫州和黑森州，屬於埃德河的左支流，河道全長36公里，流域面積157平方公里。